# W18 двигатель
Двигатель W18 представляет собой восемнадцатицилиндровый поршневой двигатель с тремя рядами по шесть цилиндров в конфигурации W.
Компоновка W18 используется редко, единственными примерами производства были несколько самолётов в 1920-х и 1930-х годах. Прототипы двигателей W18 были изготовлены для концепт-каров-предшественников Bugatti Veyron в конце 1990-х годов.

## Использование в автомобилестроении
Компоновка W18 рассматривалась для использования в автомобилях двумя производителями, хотя ни один из них не был запущен в производство. В 1967 году Scuderia Ferrari построила прототип двигателя W3 в качестве технико-экономического обоснования двигателя W18 объемом 3,0 л (183 кубических дюйма) для использования в Формуле-1. В конце 1990-х годов концепт-кары Bugatti EB 118, Bugatti EB 218, Bugatti 18/3 Chiron и Bugatti EB 18.4 Veyron оснащались двигателями W18. до серийной версии Bugatti Veyron вместо этого использовался двигатель W16.

## Использование на воздушных судах
Ранним примером является Hispano-Suiza 18R 1929 года, гоночный авиационный двигатель, производимый в ограниченных количествах во Франции. За ним в 1934 году последовал Isotta Fraschini Asso 750, который был построен в Италии и использовался в нескольких летающих лодках. Asso 750 имел водяное охлаждение и угол наклона между рядами составлял 60 градусов. Tatra T955 1943 года был прототипом дизельного авиационного двигателя, который использовал компоновку W18.

## Использование в морских условиях
Компоновка W18 использовалась в открытом море; судовые двигатели CRM Motori SpA